# Drzewnica
Drzewnica (Burramys) – rodzaj ssaka z rodziny drzewnicowatych (Burramyidae).

## Zasięg występowania
Rodzaj obejmuje jeden współcześnie żyjący gatunek występujący w południowo-wschodniej Australii.

## Morfologia
Długość ciała (bez ogona) 11 cm, długość ogona 13,6–13,8 cm; masa ciała 30–82 g.

## Systematyka
Rodzaj zdefiniował w 1895 roku południowoafrykański paleontolog Robert Broom na łamach Proceedings of the Linnean Society of New South Wales. Jako gatunek typowy Broom wyznaczył drzewnicę górską (B. parvus).  

### Etymologia
Burramys: aborygeńska nazwa Burra dla miejsca gdzie znaleziono holotyp; gr. μυς mus, μυoς muos „mysz”.

### Podział systematyczny
Do rodzaju należy jeden współcześnie żyjący gatunek:
- Burramys parvus Broom, 1895 – drzewnica górska

Opisano również gatunki wymarłe:
- Burramys brutyi Brammall & Archer, 1997[10] (Australia; miocen).
- Burramys triradiatus Turnbull, Rich & Lundelius, 1987[11] (Australia; pliocen).
- Burramys wakefieldi Pledge, 1987[12] (Australia; miocen).